# Willi Pürstl
Willi Pürstl, född 10 januari 1955 i Schöder i Steiermark, är en österrikisk tidigare backhoppare och backhoppstränare. Han var den första österrikaren att vinna tysk-österrikiska backhopparveckan sedan Sepp Bradl vann den allra första backhopparveckan 22 år tidigare.

## Karriär
Willi Pürstl tävlade internationellt från 1972 till 1981 och tillhörde det framgångsrika österrikiska landslaget som tränades av legendariska backhoppstränaren Baldur Preiml som också tränade fram backhoppare som bland andra Toni Innauer, Karl Schnabl, Alois Lipburger och Edi Federer. 
Pürstl hade sina största framgångar som backhoppare i tysk-österrikiska backhopparveckan. Han debuterade i turneringen i Schattenbergschanze i Oberstdorf i Västtyskland 30 december 1972. Han blev nummer 32 i sin första tävling i backhopparveckan. Han fick inga större framgångar i backhopparveckan innan säsongen 1974/1975. Då kom den absoluta höjdpunkten i hans backhopparkarriär. Han vann öppningstävlingen i Oberstdorf 29 december 1974, 16,5 poäng före Stanisław Bobak från Polen och 16,2 poäng före totalsegraren av backhopparveckan två säsonger tidigare, Rainer Schmidt från Östtyskland. I nyårstävlingen i Große Olympiaschanze i Garmisch-Partenkirchen fick Österrike fyra utövare bland de åtta bästa. Karl Schnabl vann och Pürstl blev nummer fem, 5,3 poäng efter Schnabl. I Bergiselschanze, på hemmaplan i Innsbruck, dominerade österrikarna igen, med fem backhoppare bland de nio bästa på resultatlistan. Karl Schnabel vann sin andra delseger och Pürstl fick en ny femteplats, nu 13,6 poäng efter Schnabl. I avslutningstävlingen i Paul-Ausserleitner-Schanze i Bischofshofen fortsatte österrikarna sin triumffärd och erövrade fyra platser bland de sju bästa. Karl Schnabl vann sin tredje raka seger och Willi Pürstl blev nummer sju i sista tävlingen. Det räckte dock för Pürstl. Hann vann backhopparveckan 1974/1975. Edi Federer och Karl Schnabel säkrade en österrikisk trippel-seger. Willi Pürstl var 4,8 poäng före Federer i sammandraget och 15,7 poäng före Schnabl som misslyckades något i öppningstävlingen der han blev nummer 35, 46,9 poäng efter Pürstl.
Willi Pürstl hade tre placeringar bland de tio bästa i deltävlingar i världscupen som startade säsongen 1979/1980. 
Willi Pürstl avslutade sin aktiva backhoppningskarriär 1981.

## Senare karriär
Efter avslutad idrottskarriär var Pürstl verksam som tränare. Han tränade det spanska landslaget i backhoppning och landslaget i Kanada med bland andra Horst Bulau och Steve Collins i laget. Pürstl emigrerade till Kanada 1988 och arbetar för närvarande för kanadensisk television (CHUM News Service i Ottawa) som producent av nyhetsprogram.